# Tiúscia

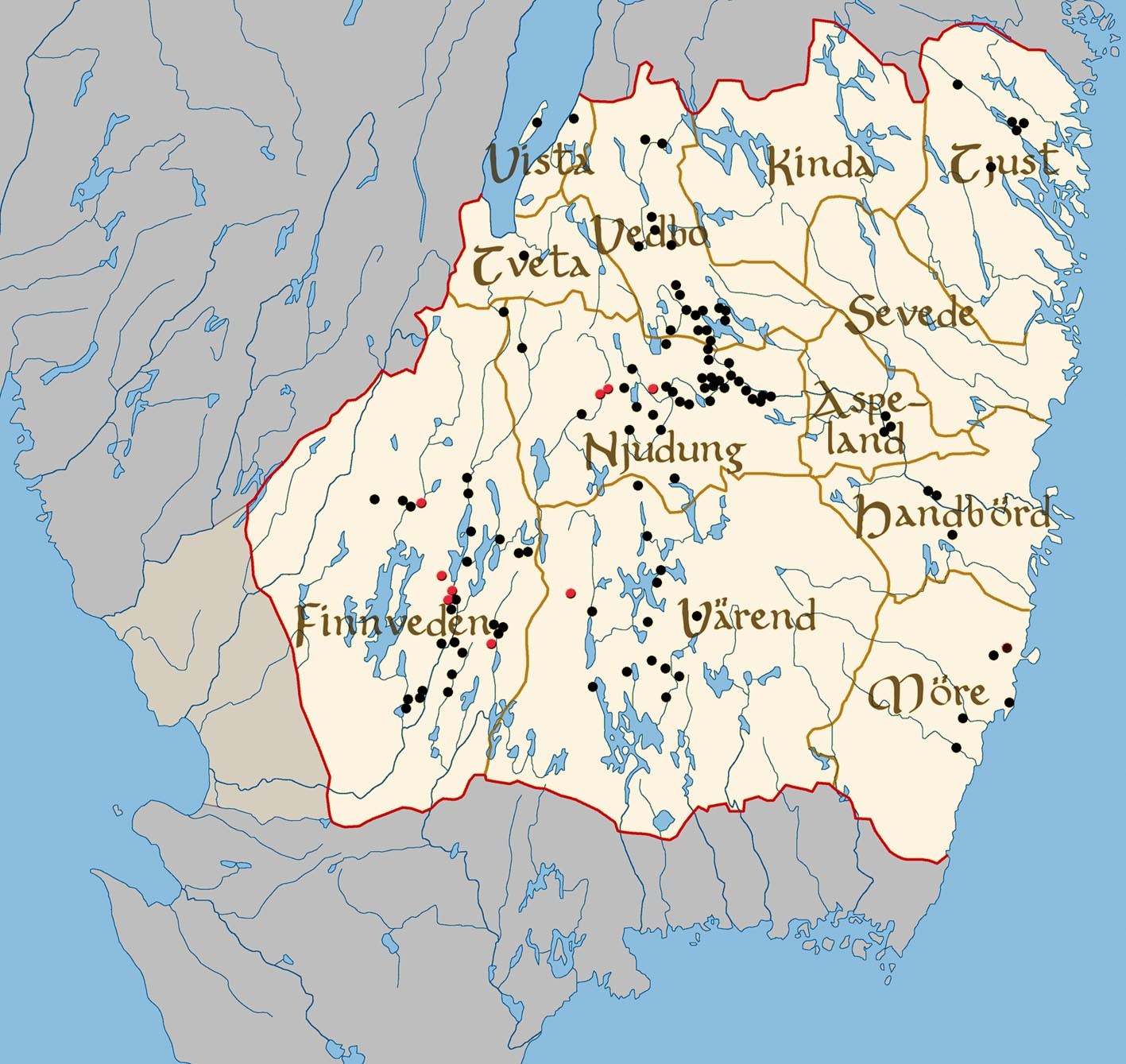
As pequenas terras da Esmolândia. Os pontos pretos e vermelhos marcam as pedras rúnicas da região

Tiúscia (em latim: Tiustia; em sueco: Tjust) era uma das treze terras pequenas (semelhantes às folclândias da Uplândia) que se uniram para formar a Esmolândia, na Suécia, e compunha parte da sua porção nordeste.

## História
Durante a Idade Média, a Tiúscia correspondia à comuna de Vestervique e porções do sul da Gotalândia Oriental. Seu centro estava na cidade de Vestervique. Seu nome está ligado à palavra tjuta, que significa "uivar", e pode ter a ver com o clima muito ventoso da região.  Handborda, Sevede, Asbolândia e o Condado de Tuna compunham o norte do Condado de Calmar e eram geralmente alugados aos cidadãos de Vestervique.
Eclesiasticamente, Tiúscia era subordinada à Diocese de Lincopinga e juridicamente vigorava ali a Lei da Gotalândia Oriental. Do começo do século XIII à primeira metade do XIV, pertenceu ao Calmar, mas em cerca de 1360 o condado do Castelo de Stäkeholm foi estabelecido. Ela foi gerida pelo bailio do castelo de Stäkeholm e foi incluída no sul da Gotalândia Oriental.